# Teoria cinematogràfica feminista
La teoria cinematogràfica feminista és una teoria de crítica cinematogràfica que deriva d'una política i teoria feministes influïdes per la segona onada del feminisme (aquesta sorgí als Estats Units pels volts dels anys 70). Al llarg dels anys, amb els avenços del cinema, la teoria cinematogràfica feminista ha evolucionat, analitzant les formes actuals dels films, a més de les pel·lícules del passat. Les aproximacions feministes a l'anàlisi del cinema varien segons els elements analitzats i el seus fonaments teòrics.

## Història

### Dècada dels 70
El desenvolupament de la teoria cinematogràfica feminista ha estat influït per la segona onada feminista i els estudis de les dones desenvolupats durant els anys 60 i 70, dels quals sorgiren textos fundacionals per a la teoria fílmica. Als Estats Units, a inicis de la dècada dels 70, aquests estudis es basaven generalment en teories sociològiques i estaven focalitzats en la funció de personatges femenins dins narratives o gèneres fílmics.
Les principals obres de la teoria cinematogràfica feminista, entre les quals s'inclouen Popcorn Venus: Women, Movies, and the American Dream (1973) de Marjorie Rosen i From Reverence to Rape: The Treatment of Women in Movies (1974) de Molly Haskell, analitzen de quina forma les dones són retratades en el cinema, establint la seva relació amb un context històric més ampli. Una bona mostra de la reivindicació de la presència femenina als inicis de la indústria cinematogràfica és Women Who Make Movies (1975), de Sharon Smith. Altrament, la crítica feminista examina estereotips comuns (Women and their Sexuality in the New Film, per exemple), la passivitat o activitat dels rols femenins, la quantitat de temps en pantalla dedicat a dones, i com el procés de producció cinematogràfica afecta la representació de les dones reforçant el sexisme.
Els teòrics fílmics britànics, en canvi estudiaven teoria crítica, psicoanàlisi, semiòtica, i marxisme Nou fou fins a la dècada dels 80 que aquestes idees guanyaren pes dins la comunitat acadèmica nord-americana. Generalment, l'anàlisi se centrava en el significat dins el text d'una pel·lícula i la manera en què el text construeix la subjectivitat de l'espectador. També examinava com el procés de producció cinematogràfica afecta la representació de les dones i reforça el sexisme.
Els teòrics fílmics britànics del moment, en canvi, estudiaven teoria crítica, psicoanàlisi, semiòtica, i marxisme. No fou fins a la dècada dels 80 que aquestes idees guanyaren pes dins la comunitat acadèmica nord-americana. Generalment, l'anàlisi se centrava en el significat dins el text d'una pel·lícula i la manera en què el text construeix la subjectivitat de l'espectador.
La teòrica fílmica feminista britànica Laura Mulvey, reconeguda pel seu assaig "Visual Pleasure and Narrative Cinema" (escrit l'any 1973 i publicat el 1975 a la prestigiosa revista de teoria cinematogràfica Screen) tingué com a influències les teories de Sigmund Freud i Jacques Lacan. "Visual Pleasure" és un dels primers assajos que orientaren la teoria fílmica cap a un marc psicoanalític. Prèviament a Mulvey, teòrics cinematogràfics com ara Jean-Louis Baudry i Christian Metz ja utilitzaven idees psicoanalítiques en els seus plantejaments del cinema. La contribució de Mulvey, tanmateix, inicià la intersecció de la teoria cinematogràfica, la psicoanàlisi i el feminisme.
El 1976, les estudiants de postgrau Janet Bergstrom, Sandy Flitterman, Elisabeth Lyon i Constance Penley publicaren la revista Camera Obscura. El seu objectiu era parlar sobre com les dones, malgrat la seva presència dins el cinema, eren excloses del desenvolupament de films o bé el seu paper en aquest procés era esborrat. Avui dia, Camera Obscura encara és publicada per Duke University Press i s'ha estès de la teoria cinematogràfica a l'estudi més general dels mitjans de comunicació. Altres iniciatives feministes dins l'àmbit fílmic inclouen el London Women's Film Group (1972) —una organització que promovua la participació de dones en la indústria cinematogràfica—, així com la revista Women and Film (1972-1975) i els dos primers festivals de cinema feministes, The First International Festival of Women's Films (1972, Nova York) i The Women's Event, dins l'Edinburgh International Film Festival (1972).
Altres influències clau provenen de l'assaig de Metz "Identification, Mirror", dins l'obra The Imaginary Signifier, en què defensa que l'escopofília (el plaer de mirar, vinculat al voyeurisme) possibilita la visualització de pel·lícules (aquest fenomen és més clarament exemplificat en el cinema mut). Segons Cynthia A. Freeland a "Feminist Frameworks for Horror Films", d'altra banda, els estudis feministes de pel·lícules de terror sobretot han examinat psicodinàmiques en què l'interès primordial és "en els motius i interessos dels espectadors a mirar films de terror".
En relació amb la influència que exercí la segona onada feminista sobre els estudis fílmics, cal subratllar l'adopció d'una pressuposició pròpia d'aquest moviment: l'existència d'una identitat lligada al sexe biològic. Ja en els anys 70, l'essencialisme d'aquesta concepció fou criticat, sobretot al Regne Unit, des d'on començà a dir-se que la "naturalització" dels rols de gènere inherent a l'essencialisme segueix un raonament dogmàtic i opressiu. Dins l'àmbit cinematogràfic, aquestes reclamacions vingueren acompanyades de la noció que no totes les obres de dones cineastes són necessàriament feministes.
Paral·lelament, el creixement de la presència femenina dins la indústria cinematogràfica comportà la creació d'estudis dedicats a films dirigits per dones; aquestes produccions sovint foren considerades contracine, en la mesura que tendien a subvertir valors promulgats per la indústria de Hollywood (Clare Johnston, a "Women's Cinema as Counter-Cinema", defensà la descomposició dels mecanismes propis del cinema hegemònic).

### Dècada dels 80
A partir dels anys 80, el cinema començà a estudiar-se des de l'òptica de la intersecció, posant els films en relació amb el seu context social, gràcies a la influència dels estudis postcolonials. La revista Jump Cut publicà, el 1981, una edició especial que abordava la manca de representació lèsbica en el cinema titulada "Lesbians and Film". L'assaig de Jane Gaines "White Privilege and Looking Relations: Race and Gender in Feminist Film Theory" tracta l'eliminació de dones negres dins el cinema per part de cineastes (particularment homes blancs). Mentrestant, Lola Young sostingué que cineastes de totes les etnicitats tendeixen a recórrer excessivament a estereotips a l'hora de representar dones negres. Altres teòrics que escrigueren sobre la conjunció de teoria cinematogràfica feminista i etnicitats inclouen Bell Hooks i Michele Wallace. Així doncs, s'inicià una exploració de l'heterogeneïtat femenina, primordialment quant a classe i etnicitat.
L'any 1985, la teoria matricial de l'artista i psicoanalista Bracha L. Ettinger revolucionà la teoria cinematogràfica feminista.
 El seu concepte (elaborat al llibre La mirada matricial) establí una mirada femenina, a més d'articular les seves divergències respecte a la mirada fàl·lica i la seva relació amb especificitats maternals i potencialitats de "coemergència", criticant la psicoanàlisi de Sigmund Freud i Jacques Lacan. Aquesta teoria és extensament utilitzada en l'anàlisi fílmic tant per directores (Chantal Akerman, per exemple) com directors (Pedro Almodóvar n'és una bona mostra). La mirada matrixial ofereix a la dona la posició de subjecte de la mirada (observadora) en lloc d'objecte (observada), mentre analitza l'estructura del propi subjecte. Les idees d'Ettinger estableixen lligams entre l'estètica, l'ètica i el trauma. Convé dir que durant aquesta dècada encara pervisqué el concepte de contracinema.

### Dècada dels 90
En les darreres dècades, alguns acadèmics han estès el seu treball per incloure-hi l'anàlisi de la televisió i mitjans de comunicació digitals. A més, han crescut nocions de diferència, dialogant sobre la dissemblança entre dones (a més de tenir en compte l'ètnia i classe social, les identitats transgènere han començat a ser reconegudes, trencant la sinonímia sexe-gènere), les diverses metodologies i perspectives contingudes sota el concepte de teoria cinematogràfica feminista, i la multiplicitat de mètodes i efectes pretesos que influeixen el desenvolupament de pel·lícules. Els estudiosos també han anat adoptant perspectives cada cop més globals, en resposta a crítiques postcolonialistes a l'anglo- i eurocentrismeacadèmic. S'ha atorgat un focus creixent a "feminismes dispars, nacionalismes, i mitjans de comunicació en diverses localitzacions i transcendint tant classe com grups ètnics arreu del món". L'obra de Bell Hooks Black Looks, Race and Representation introdueix l'anomenada mirada opositora, afirmant l'existència de qüestions determinants de la forma en què les dones interpreten el cinema més enllà del gènere (com ara l'ètnia). També s'ha afermat el concepte de salvadora femenina, que constitueix una crítica a la visió de les dones de països subdesenvolupats com un col·lectiu a ser alliberat pel feminisme occidental, deixant de banda les complexitats dels seus contextos socioculturals.
Amb relació a l'abast creixentment matisat i inclusiu del feminisme, en aquest moment aparegué el postfeminisme, una tendència que qüestiona la posició de la dona com a únic subjecte defensat pel feministe tot reconeixent, amb esperit autocrític, la diversitat identitària que ha estat apartada de la construcció de la societat moderna pel simple fet de no interessar al model patriarcal (entès com l'home blanc occidental burgès).
D'altra banda, una revisió de les tesis anteriorment esmentades de Laura Mulvey fou proposada per Barbara Creed, Linda Williams i Carol Clover; aquestes mateixes dones també analitzaren la retòrica del gènere de terror des de la teoria fílmica feminista.
A partir de la dècada dels 90, els acadèmics també han estudiat el paper de les dones en la indústria del cinema mut: el seu esborrament de la història d'aquells films i la forma de retratar-hi els cossos femenins. El projecte de Jane Gaines Women's Film Pioneer Project (WFPP), una base de dades dedicada a dones que treballaren dins la indústria cinematogràfica muda, és considerat una gran fita en el reconeixent de dones pioneres del cinema per erudites com ara Rachel Schaff.

### Segle XXI[8]
A més de continuar la discussió sobre el postfeminisme, al llarg d'aquests darrers anys, la teoria fílmica feminista ha integrat els lligams tecnologia-subjecte-gènere, l'anticapitalisme i la masculinitat. Pel que fa a la primera qüestió, Lidia Merás ha analitzat diversos arquetips de dones-màquina propis del gènere de ciència-ficció a l'article "Replicantes o sumisas: el cyborg femenino desde Blade Runner". En segon lloc, "Postfeminism and Popular Culture: Bridget Jones and the New Gender Regime" d'Angela McRobbie examina de quina manera la societat de consum promou un feminisme passiu i desmobilitzador. Finalment, s'ha posat sobre la taula el condicionament al qual plantejaments tradicionals de masculinitat sotmeten els homes; per aquesta raó, s'han conceptualitzat diversos tipus de masculinitat. La representació d'aquesta masculinitat plural en els mitjans i, concretament, com estrelles del cinema espanyol han reaccionat en contra de la masculinitat més tradicional, és l'objecte d'estudi de l'obra de Christopher Perriam Stars and Masculinities in Spanish Cinema: From Banderas to Bardem.
Actualment, molts creuen que amb el creixement massiu dels estudis i teoria dels mitjans de comunicació, la teoria cinematogràfica feminista acabarà esvaint-se. A mesura que les àrees esmentades s'han enfortit, el marc creat per la teoria cinematogràfica feminista ha estat adaptat i integrat dins l'anàlisi d'altres mitjans comunicatius.

## Temes clau

### La mirada i l'espectadora femenina
Considerant la manera en què les pel·lícules són elaborades, molts crítics cinematogràfics feministes han assenyalat que el cinema clàssic de Hollywood està dominat per la mirada masculina. Budd Boetticher sintetitza aquest fenomen de la següent manera:
"El que compta és allò que l'heroïna provoca, o més aviat el que representa. Ella és l'amor o la por que inspira en l'heroi, o bé és la preocupació que sent per ella, allò que el fa actuar d'una manera determinada. En si mateixa, la dona no té la més mínima importància.":28
Laura Mulvey expandeix aquesta concepció per argumentar que en el cinema, les dones típicament presenten un rol passiu que afavoreix el plaer visual i la identificació amb l'actor masculí a través de l'escopofília.:30:28 Mulvey afirma que "en el seu paper tradicional, les dones són simultàniament observades i exhibides, la seva aparença és codificada per tal de causar un fort impacte visual i eròtic,":28 i consegüentment declara que la dona, dins el cinema, és la "portadora, no pas creadora de significat.":28
Mulvey defensa la teoria psicoanalítica de Jacques Lacan com a fonamental per a comprendre la manera de configurar un espai d'objectivació i explotació sexual femenina que presenta el cinema, fruit de la combinació de l'ordre social patriarcali del propi acte de mirar com a escopofília (això es deu al fet que "el cinema satisfà un desig primordial d'observació plaent":31).
Malgrat les tesis de Laura Mulvey tenen cabuda en la teoria cinematogràfica feminista, cal remarcar que les seves idees relatives a maneres de mirar el cinema (del voyeurisme als sentiments d'identificació) també són rellevants a l'hora de definir el paper de l'espectador des d'una perspectiva psicoanalítica.
Mulvey identifica tres "mirades" o punts de vista presents en el cinema els quals, sosté, contribueixen a objectivar les dones sexualment. El primer és la perspectiva del personatge masculí i com aquest percep el personatge femení. El segon és la perspectiva de l'espectador en veure el personatge femení en pantalla. La tercera "mirada" uneix les dues anteriors: es tracta de la percepció que el membre masculí de l'audiència té del personatge masculí. Aquesta tercera perspectiva permet a l'audiència masculina identificar-se amb un personatge de pel·lícula i, així doncs, objectivar la dona de manera més personal.:28
Al seu assaig, Mulvey planteja la destrucció de l'estructura cinematogràfica moderna com a única forma d'alliberar les dones de l'objectivació sexual dins el cinema. Defensa l'eliminació del voyeurisme codificat al film distanciant l'espectador masculí del personatge femení. Per a atènyer aquest propòsit, Mulvey diu, és necessari destruir l'element de voyeurisme i "el convidat invisible". Mulvey també estableix que el domini encarnat pels homes només existeix en tant que les dones existeixen; dit d'una altra manera, sense dones, l'home i la seva supremacia com a controlador del plaer visual és insignificant. Per a Mulvey, és la presència de la dona el que defineix l'ordre patriarcal de la societat.
L'argument de Mulvey està influït pel moment en què fou redactat. "Visual Pleasure and Narrative Cinema" fou compost durant la segona onada de teoria feminista, moviment centrat en aconseguir la igualtat de gènere al lloc de treball, així com explorar les implicacions psicològiques d'estereotips sexuals. Mulvey planteja l'erradicació de l'objectivació sexual femenina, alineant-se amb el feminisme d'aquesta segona onada. Sosté que, per tal que les dones siguin igualitàriament representades en el lloc de treball, han de ser retratades com els homes: mancades d'objectivació sexual.
En les seves notes referents al DVD de la Criterion Collection del controvertit film Peeping Tom (pel·lícula sobre un voyeur homicida que filma les morts de les seves víctimes), Mulvey destaca que el voyeurisme del propi espectador es fa sorprenentment evident i que, encara més sorprenentment, l'audiènica s'identifica amb el protagonista pervertit. La implicació rellevant és que, en aquesta afirmació, Mulvey hi inclou les espectadores femenins (fins i tot elles s'identifiquen més amb l'observador masculí que amb l'objecte de la mirada femení).

### Revisions de Mulvey
Les influents tesis psicoanalítiques de Laura Mulvey, d'altra banda, han estat revisades al llarg dels anys. Des d'una perspectiva feminista negra, la teòrica americana Bell Hooks introduí la noció de la mirada opositora, encoratjant les dones negres a criticar activament representacions estereotípiques en el cinema. La mirada opositora respon al plaer visual de Mulvey i estableix que les dones negres, davant la seva caricaturització cinematogràfica, haurien de respondre de manera similar als postulats de Mulvey, segons els quals les dones no s'identifiquen amb personatges femenins no "reals" (plans, únicament al servei del desenvolupament de personatges masculins).
Linda Williams, Carol Clover i Barbara Creed assenyalen que a partir dels anys 70, una quantitat creixent de films han permès processos fluïds d'identificació entre sexes i gèneres, malgrat el domini continuat de la mirada masculina. L'article de Janet Bergstrom “Enunciation and Sexual Difference” (1979) utilitza les idees de Sigmund Freud sobre respostes bisexuals per a argumentar que les dones són capaces d'identificar-se amb personatges masculins i els homes, amb femenins, ja sigui successiva o simultàniament. Miriam Hansen, a "Pleasure, Ambivalence, Identification: Valentino and Female Spectatorship" (1984), afirma l'habilitat per part de les dones de veure personatges masculins com a objectes de desig eròtic. A "The Master's Dollhouse: Rear Window", Tania Modleski sosté que el film de Hitchcock La finestra indiscreta exemplifica el poder de l'observador masculí (la mirada masculina) i la posició de la dona com a presonera de la "casa de nines de l'amo" o the master's dollhouse.
Laura Mulvey, en resposta a aquesta i altres crítiques, reprengué el tòpic a "Afterthoughts on 'Visual Pleasure and Narrative Cinema' inspired by Duel in the Sun" (1981). En referència a l'espectadora femenina heterosexual, ella revisà la seva posició a l'argumentar que, amb relació al cinema, les dones prenen un de dos rols possibles: una identificació masoquista amb l'objecte de desig femení, la qual resulta, en darrera instància, auto-derrotista; o una identificació transgènerica amb els homes com a observadors actius del text. Bracha Ettinger oferí una nova versió de la mirada a inicis dels anys 90, proposant la idea de la mirada matricial.

### Realisme i contracinema
Les primeres obres de Marjorie Rosen i Molly Haskell sobre la representació de les dones dins el cinema formà part d'un moviment per a augmemtar el realisme amb què eren presentades les dones, tant en els documentals com en el cinema narratiu. La presència femenina creixent dins la indústria fílmica fou vista com un pas positiu en aquest sentit, dirigint atenció cap a assumptes feministes i plantejant una visió alternativa realista de les dones. Tanmateix, Rosen i Haskell recorden que aquestes imatges continuen sent mediades pels mateixos factors que la pel·lícula tradicional, com ara la "càmera en moviment, composició, edició, il·luminació, i totes les varietats de so." Tot i reconèixer el valor d'inserir representacions positives de dones en el cinema, alguns crítics creuen que els canvis reals només poden arribar a partir d'una reconsideració de la funció social del cinema, sovint des d'un punt de vista semiòtic.
Claire Johnston proposà la idea del cinema de les dones com a "contracinema". Johnston defensa que, mitjançant el coneixement dels mitjans de producció i l'oposició a ideologies sexistes, les pel·lícules fetes per dones podrien, potencialment, postular una alternativa als films tradicionals de Hollywood. Inicialment, l'intent de mostrar dones "reals" fou elogiat, però més endavant, crítiques com ara Eileen McGarry declararen que aquestes dones "reals" no deixaven de ser representacions artificials. Moltes dones cineastes, en reacció a aquest article, integraren "formes alternatives i tècniques experimentals" per a "encoratjar l'audiència a criticar les imatges aparentment transparents en pantalla i qüestionar les tècniques manipulatives de rodatge i edició".

### El gènere de terror
L'arquetip de la final girl —estudiat per Carol Clover a la seva influent obra Men, Women, and Chainsaws: Gender in the Modern Horror Film— consisteix en un personatge femení d'aspecte generalment androgin que acaba enfrontant-se a un antagonista masculí al clímax del film. Malgrat l'androgínia del personatge facilita la identificació amb aquest per part de l'espectador masculí, la final girl no deixa d'ajustar-se als requisits de la "mirada masculina". La final girl tendeix a diferenciar-se del altres personatges femenins pel seu puritanisme. Molts films del subgènere slasher, entre els quals es troben els clàssics Friday the 13th (1980) i A Nightmare on Elm Street (1984), insereixen en la narració una lliçó moral al desfer-se violentament de tots els personatges femenins que manifesten una sexualitat més o menys activa, deixant amb vida únicament una noia verge i casta que esdevindrà la final girl.
La teoria fílmica feminista ha tractat el gènere de terror, identificant la diferència anatòmica sexual que sol trobar-se entre homes i dones com un element sovint subjacent a les narratives del gènere. Aquesta diferència dona lloc a una confusió entre allò no masculí i allò no humà o monstruós. Una convenció pròpia pel·lícules del subgènere slasher és la castració femenina: l'abundant mutilació que sofreixen els cossos femenins en aquests films és interpretada per part de la crítica com una castració simbòlica fruit de la diferència anatòmica esmentada; això és, fruit de l'horror que aquesta diferència desperta en subjectes masculins. En aquests casos, el terror no sorgeix de la "castració", sinó de l'estat previ de "no-castració"; la "castració", així doncs, s'entén com una fantasia sàdica masculina realitzada per l’slasher de la pel·lícula.
Aquesta feredat generada pel cos femení és el focus de Carrie (1976), pel·lícula en què la menstruació de la protagonista és precisament allò que desencadena el terror. Aquí pren importància l'anomenada mascarada de feminitat, terme de Joan Rivière i Michèle Montrelay que defineix un tipus de feminitat com una actuació que pretén ocultar el terror natural de la diferència sexual (mitjançant maquillatge, vestits, etc.) a fi de fer-lo suportable per a l'audiència masculina. Així doncs, Carrie amaga la seva creixent monstruositat telecinètica intena rere els recursos estètics que configuren l'anomenada mascarada. Pel que fa a la resolució del film, Shelley Stamp Lindsey diu el següent: "Carrie no és sobre l'alliberament de la repressió sexual, sinó sobre el fracàs de la repressió a l'hora de contenir la feminitat monstruosa."

### Teories addicionals
B. Ruby Rich sosté que la teoria cinematogràfica feminista hauria d'estudiar el cinema en un sentit més ampli. L'assaig de Rich "In the Name of Feminist Film Criticism" afirma que els films dirigits per dones sovint són lloats per certs dels seus elements, mentre les qüestions feministes tractades són ignorades. Rich conclou que, a causa de tot plegat, cal que la teoria feminista se centri en com són rebudes les pel·lícules de dones.

## Llista de teòriques i crítiques cinematogràfiques feministes
- Carol J. Clover
- Pam Cook
- Elizabeth Cowie
- Barbara Creed
- Mary Ann Doane
- Bracha L. Ettinger
- Jane Gaines
- Miriam Hansen
- Molly Haskell
- Maggie Humm
- Dai Jinhua
- Claire Johnston
- E. Ann Kaplan
- Gertrud Koch
- Annette Kuhn
- Teresa de Lauretis
- Joan Mellen
- Tania Modleski
- Laura Mulvey
- Patrice Petro
- Griselda Pollock
- B. Ruby Rich
- Marjorie Rosen
- Heide Schlüpmann
- Ella Shohat
- Anneke Smelik
- Kaja Silverman
- Jackie Stacey
- Gaylyn Studlar
- Jackie Stacey
- Patricia White
- Susan M. White
- Linda Williams
- Lola Young